# Кешлак-е Сіяле
Кешлак-е Сіяле (перс. قشلاق سياله) — село в Ірані, у дегестані Нур-Алі-Бейк, у Центральному бахші, шагрестані Саве остану Марказі. За даними перепису 2006 року, його населення становило 32 особи, що проживали у складі 9 сімей.

## Клімат
Середня річна температура становить 14,50 °C, середня максимальна – 32,44 °C, а середня мінімальна – -6,54 °C. Середня річна кількість опадів – 250 мм.
| Клімат поселення                              | Клімат поселення | Клімат поселення | Клімат поселення | Клімат поселення | Клімат поселення | Клімат поселення | Клімат поселення | Клімат поселення | Клімат поселення | Клімат поселення | Клімат поселення | Клімат поселення | Клімат поселення |
| Показник                                      | Січ.             | Лют.             | Бер.             | Квіт.            | Трав.            | Черв.            | Лип.             | Серп.            | Вер.             | Жовт.            | Лист.            | Груд.            |                  |
| Середній максимум, °C                         | 8,61             | 10,35            | 15,67            | 22,14            | 26,65            | 31,11            | 32,44            | 31,19            | 27,51            | 21,99            | 15,68            | 9,22             |                  |
| Середня температура, °C                       | 1,03             | 2,78             | 8,10             | 14,56            | 19,08            | 23,54            | 26,91            | 25,69            | 21,98            | 16,47            | 10,16            | 3,70             |                  |
| Середній мінімум, °C                          | −6,54            | −4,79            | 0,53             | 7,00             | 11,50            | 15,98            | 21,38            | 20,15            | 16,46            | 10,94            | 4,63             | −1,82            |                  |
| Норма опадів, мм                              | 36               | 35               | 45               | 32               | 25               | 4                | 1                | 1                | 0                | 12               | 23               | 36               |                  |
| Середньомісячна швидкість вітру, м/с          | 1.66             | 2.24             | 2.94             | 3.04             | 2.77             | 2.71             | 2.79             | 2.65             | 2.36             | 2.27             | 1.94             | 1.61             |                  |
| Середньомісячна сонячна радіація, кДж/м²·день | 8959             | 11958            | 14521            | 18153            | 22181            | 26481            | 25881            | 23679            | 20295            | 14914            | 10819            | 8733             |                  |
| --------------------------------------------- | ---------------- | ---------------- | ---------------- | ---------------- | ---------------- | ---------------- | ---------------- | ---------------- | ---------------- | ---------------- | ---------------- | ---------------- | ---------------- |
| Джерело:                                      |                  |                  |                  |                  |                  |                  |                  |                  |                  |                  |                  |                  |                  |